# Enrico Bertaggia
Enrico Bertaggia (Venetië, 19 september 1964) is een voormalig autocoureur uit Italië.
Bertaggia had enkele successen in de Formule 3, hij won in 1987 het Italiaanse Formule 3-kampioenschap. In 1988 won hij ook de Formule 3-race in Monaco en de Grand Prix van Macau. Dat jaar maakte hij ook zijn debuut in de Formule 3000, waar zijn resultaten minder waren dan in de Formule 3, aangezien een negentiende plaats op het Circuito Permanente de Jerez zijn beste resultaat was.
Ondanks alles mocht Bertaggia voor Coloni toch deelnemen aan de laatste zes Formule 1-races van 1989, maar in alle races wist hij niet door de prekwalificatie te komen. In 1992 hoopte hij op een Formule 1-terugkeer voor het team Andrea Moda, dat het team van Coloni had overgenomen. Bij de eerste race in Zuid-Afrika mocht het team echter niet deelnemen omdat het niet had betaald voor de inschrijving, terwijl bij de tweede race in Mexico de nieuwe auto van het team nog niet klaar was en ze zich dus moesten terugtrekken. Na deze race werden Bertaggia en zijn teamgenoot Alex Caffi vervangen door Roberto Moreno en Perry McCarthy.